# 2138 Swissair
2138 Swissair este un asteroid din centura principală, descoperit pe 17 aprilie 1968 de Paul Wild.